# Neoregelia leviana
Neoregelia leviana är en gräsväxtart som beskrevs av Lyman Bradford Smith. Neoregelia leviana ingår i släktet Neoregelia och familjen Bromeliaceae. Inga underarter finns listade i Catalogue of Life.